# 380
| 380                |
| ------------------ |
| Dødsfald - Fødsler |
|                    |

| Gregoriansk kalender | 380 CCCLXXX             |
| Ab urbe condita      | 1133                    |
| Armensk kalender     | I/T                     |
| Kinesiske kalender   | 3076 – 3077 己卯 – 庚辰 |
| Etiopisk kalender    | 372 – 373               |
| Jødisk kalender      | 4140 – 4141             |
| Hindukalendere       |                         |
| - Vikram Samvat      | 435 – 436               |
| - Shaka Samvat       | 302 – 303               |
| - Kali Yuga          | 3481 – 3482             |
| Iransk kalender      | 242 BP – 241 BP         |
| Islamisk kalender    | 250 BH – 249 BH         |

Se også 380 (tal)